# سمنوت
سِمْنُوت أو حفار ناخر (الاسم العلمي Semanotus) جنس خنافس من فصيلة خنافس طويلة القرون، وتضم الأنواع التالية:
- Semanotus amethystinus (LeConte, 1853)
- Semanotus australis Giesbert, 1993
- Semanotus japonicus Lacordaire, 1869
- Semanotus juniperi (Fisher, 1915)
- Semanotus ligneus (Fabricius, 1787)
- Semanotus litigiosus (Casey, 1891)